# Evergrey
Evergrey – szwedzka grupa muzyczna grająca połączenie gothic metalu z progresywnym metalem. Zespół został założony w 1996 roku, a swój pierwszy album, The Dark Discovery, wydał dwa lata później. 

## Tematyka
In Search of Truth opowiada o paranoi i porwaniach przez Obcych. The Inner Circle o wykorzystywaniu dzieci, kultach i religii. Recreation Day mówi o wielu sprawach, od śmierci, żałoby i samobójstwa, po strach i cierpienie, mające związek z tematem przewodnim albumu, którym jest zmienianie samego siebie.

## Muzycy
| Obecny skład zespołu - Tom S. Englund – śpiew, gitara (od 1995) - Henrik Danhage – gitara (2000–2010, od 2014) - Jonas Ekdahl – perkusja (2003–2010, od 2014) - Rickard Zander – instrumenty klawiszowe (od 2002) - Johan Niemann – gitara basowa (od 2010) |  | Byli członkowie - Marcus Jidell – gitara (2010–2013) - Dan Bronell – gitara (1995-2000) - Daniel Nojd – gitara basowa, śpiew (1995-1999) - Michael Hĺkansson – gitara basowa (1999–2006) - Fredrik Larsson – gitara basowa (2006–2007) - Jari Kainulainen – gitara basowa (2007−2010) - Will Chandra – instrumenty klawiszowe (1995–1998) - Sven Karlsson – instrumenty klawiszowe (1999–2001) - Christian Rehn – instrumenty klawiszowe (2001–2002) - Patrick Carlsson – perkusja (1995-2003) - Hannes Van Dahl – perkusja (2010–2013) |

## Dyskografia
| 1998                           | The Dark Discovery - Data: 1998 - Wydawca: GNW Records                    | –  | –  | –   | –  | –  |
| 1999                           | Solitude, Dominance, Tragedy - Data: 17 maja 1999 - Wydawca: GNW Records  | –  | –  | –   | –  | –  |
| 2001                           | In Search of Truth - Data: 18 września 2001 - Wydawca: InsideOut Music    | –  | 59 | –   | –  | –  |
| 2003                           | Recreation Day - Data: 11 marca 2003 - Wydawca: InsideOut Music           | –  | 18 | 148 | –  | –  |
| 2004                           | The Inner Circle - Data: 27 kwietnia 2004 - Wydawca: InsideOut Music      | –  | 24 | 189 | –  | –  |
| 2006                           | Monday Morning Apocalypse - Data: 17 maja 2006 - Wydawca: InsideOut Music | –  | 6  | –   | –  | –  |
| 2008                           | Torn - Data: 19 września 2008 - Wydawca: SPV GmbH/Steamhammer             | –  | 4  | 185 | –  | –  |
| 2011                           | Glorious Collision - Data: 25 lutego 2011 - Wydawca: SPV GmbH             | 36 | 8  | –   | –  | –  |
| 2014                           | Hymns for the Broken - Data: 26 września 2014 - Wydawca: AFM Records      | 24 | 43 | –   | 62 | –  |
| 2016                           | The Storm Within - Data: 9 września 2016 - Wydawca: AFM Records           | 48 | 29 | –   | 39 | 32 |
| "—" pozycja nie była notowana. |                                                                           |    |    |     |    |    |

| 2003                           | I'm Sorry                 | –  |              | Recreation Day            |
| 2006                           | Monday Morning Apocalypse | 19 |              | Monday Morning Apocalypse |
| 2011                           | Wrong                     | –  | - SWE: złoto | Glorious Collision        |
| "—" pozycja nie była notowana. |                           |    |              |                           |

| Rok  | Tytuł                                                                        |
| ---- | ---------------------------------------------------------------------------- |
| 2005 | A Night to Remember (2 CD, 2 DVD) - Data: 15 marca 2005 - Wydawca: InsideOut |

## Nagrody i wyróżnienia
| Rok  | Kategoria       | Tytułem             | Nagroda | Nota      | Źródło |
| ---- | --------------- | ------------------- | ------- | --------- | ------ |
| 2004 | Årets hårdrock  | Recreation Day      | Grammis | Nominacja | [ 11 ] |
| 2006 | Årets musik-DVD | A Night to Remember | Grammis | Nominacja | [ 12 ] |